# 杀戮战场
《杀戮战场》（英語：The Killing Fields，又译为《战火屠城》或《杀戮地带》）是一部有关柬埔寨共产党（红色高棉）执政期间对该国人民进行大屠杀的英国电影，该片由布鲁斯·罗宾逊编剧根据两位记者——柬埔寨的迪斯·普朗和美国的西德尼·尚伯格——的真实经历编剧，罗兰·约菲执导，萨姆·沃特森和吴汉润分别在片中扮演悉尼·斯坎伯格和迪斯·普朗。
影片在第38届英国电影学院奖角逐中获得8项大奖，在第57届学院奖角逐中获3项大奖。

## 劇情簡介
1972年，紐約時報記者西德尼·尚伯格在柬埔寨採訪，柬埔寨人潘迪是他的翻譯兼助手，兩人在戰火紛飛中結下了深厚的友誼。
美军发生误炸事件，导致城市尼库隆大量平民伤亡。西德尼申请赴该地采访被美军拒绝。在潘迪的帮助下，他们冲破阻碍，通过贿赂的方式暗中抵达尼库隆，曝光了事件，还拍下了朗诺军队残杀红色高棉战俘的行为。这引起美军和朗诺政府的不满，二人一度被监禁。
1975年红色高棉攻占金边前夕，二人决定冒着危险留在金边，以报道红色高棉入城后的情况。当红色高棉进入金边，旋即展开了大屠杀，二人与其他外国记者也险些遭到处决。西德尼進入法國領事館後安全撤退，潘迪因為沒有護照而被迫离开领事馆混入群众队伍。
潘迪随金边大撤离的队伍到了乡下，在紅色高棉的勞動改造政策中歷經劫難，目睹了紅色高棉政權的殘暴血腥。他看到了知识分子、公务员被甄别出来之后即被集体处决。而其他人则每天要下地劳动，人民陷入贫穷和疾病之中。他因为暗中记录红色高棉暴行，并将信件藏在牛的身上而被捕。但他在即将被处决时，得到了曾经有一面之缘的年轻女兵的帮助，逃离了这个公社。他逃走之后，到了一个新的公社为一位军官打杂。他偷听军官的收音机被发现，但他得到了这位对波尔布特大屠杀政策不满的红色高棉军官的保护。
而西德尼回到美国后，在授予他普利策新闻奖的颁奖典礼上强调柬埔寨人民的苦难。他也在帮助潘迪的家人，并努力寻找潘迪的下落。
1978年，越南入侵柬埔寨。保护潘迪的军官嘱托他带着他的孩子和几个亲信逃走，而军官随后被年轻的红色高棉士兵射杀。潘迪一路逃亡，看到了田野和沟渠里无数的人的白骨，惊恐不已。他最终逃亡到柬泰邊境的难民营，與一直在尋找他的老朋友西德尼重逢。

## 专业评论
根据烂蕃茄上的35篇知名影评人的专业评论文章，《杀戮战场》的好评率高达91%，而网站注册用户投票好评率也达89%。《芝加哥太阳报》著名影评人罗杰·艾伯特在其专栏文章中写道：“无论从哪一个技术层面上来说，这部电影都可谓是大师之作，其中在亚洲地区取景拍摄更是增强了其说服力。不过，电影中最完美的瞬间还是来自于人物之间的那些对话、相互信任、等待、恐惧、暴力和绝望……

## 吴汉润的演出
在影片中扮演迪斯·普朗一角的吴汉润自己就是当年红色高棉恐怖统治下的一名幸存者，在红色高棉统治的零年时，他还是金边的一位医生。1975年4月17日，红色高棉称美军即将空袭金边，将城内居民全部驱赶至乡下，不愿意离开者则被军队打死，而吴汉润就成为当时上百万下乡接受劳动改造的城市居民之一，并在4年后成功逃入泰国。
吴汉润在出演本片前，没有接受过任何专业的表演训练，更没有过任何的演出经验。他是在洛杉矶的一对柬埔寨人的婚礼上被本片的选角导演帕特·戈尔登发现的。
对于自己出演的这个角色，吴汉润于1985年接受《人物周刊》采访时说：“我希望可以让全世界都看到，柬埔寨的人们遭受了多么严重的饥荒，又有多少人在共产党的红色恐怖统治之下丧生了。现在我心里满足了，我做成了一件了不起的事情。”

## 奖项
《杀戮战场》在第38届英国电影学院奖角逐中获得了13项提名，并在1985年3月5日举行的颁奖典礼上获得8项大奖，分别为：最佳影片、男主角（吴汉润）、改编剧本、摄影、音效、剪辑、艺术指导及最有前途新人奖（吴汉润）。另外5项未能胜出的提名为：最佳男主角（萨姆·沃特森）、导演、配乐、视觉特技、化妆。
影片也在第57届学院奖角逐中获7项提名，并在3月25日的颁奖典礼上最终获得男配角（吴汉润）、摄影、剪辑3项大奖，另外4项提名为：最佳影片、导演、男主角（萨姆·沃特森）、原著改编。
此外，影片也在美国影艺协会（American film institute，简称AFI）于2006年评选的AFI百年电影史百大激励人心电影中名列第60位。

## 关联作品
1986年，在本片中出演过一个小角色的男演员斯普尔丁·格雷根据他拍摄本片时的经历写出了一本独角戏剧本《游到柬埔寨》，并在1987年由乔纳森·德米将之拍成了电影。
另外，克里斯托多·哈德森也根据本片写了一本书。